# خه جيان كوي
خه جيان كوي (مواليد 1984) هو عالم صيني في علم الأحياء. يشغل منصب أستاذ مساعد في الجامعة الجنوبية للعلوم والتقنية في الصين. أصبح معروفًا على مستوى العالم بعدما أعلن في نوفمبر 2018 عن تعديله جينات طفلتين لحمايتهما من الإصابة بمرض نقص المناعة المكتسب. أعلنت الجامعة التي يعمل بها خه جيان كوي عدم معرفتها بهذه العملية، كما أعلن هو أنه مول التجربة بنفسه. قوبل إعلانه هذا بإدانات واسعة النطاق وأوقفت السلطات الصينية عمله. ذكرت عدة تقارير صحفية أنه اختفى في ظروف غامضة.

## استشهادات
1. ↑  Elizabeth Gibney; Ewen Callaway; David Cyranoski; Jeff Tollefson; Brendan Maher; Holly Else; Davide Castelvecchi (1 Dec 2018). "Nature's 10: Ten people who mattered in science in 2018". Nature (بالإنجليزية). 564 (7736): 325–335. DOI:10.1038/D41586-018-07683-5. ISSN:1476-4687. PMID:30563976. QID:Q59926357.
2. ↑  بي بي سي:الإعلان عن "أول مولود معدل وراثيا" [وصلة مكسورة] نسخة محفوظة 28 يناير 2020 على موقع واي باك مشين.
3. ↑  "وقف نشاط عالم صيني زعم "تعديل جينات وراثية لتوأمتين"". بي بي سي عربي. 29 نوفمبر 2018. مؤرشف من الأصل في 2018-12-13. اطلع عليه بتاريخ 2018-12-01.